# کینیو هیتومی
کینیو هیتومی (انگلیسی: Kinue Hitomi; ۱ ژانویهٔ ۱۹۰۷ – ۲ اوت ۱۹۳۱.) ورزشکار دو و میدانی اهل ژاپن بود.